# ریکی (بازیکن فوتبال، زاده ۱۹۹۷)
ریکی (انگلیسی: Riki؛ زادهٔ ۲۵ سپتامبر ۱۹۹۷) بازیکن فوتبال اهل اسپانیا است.
از باشگاه‌هایی که در آن بازی کرده‌است می‌توان به باشگاه فوتبال رئال اویدو اشاره کرد.